# Marsch der ukrainischen Nationalisten

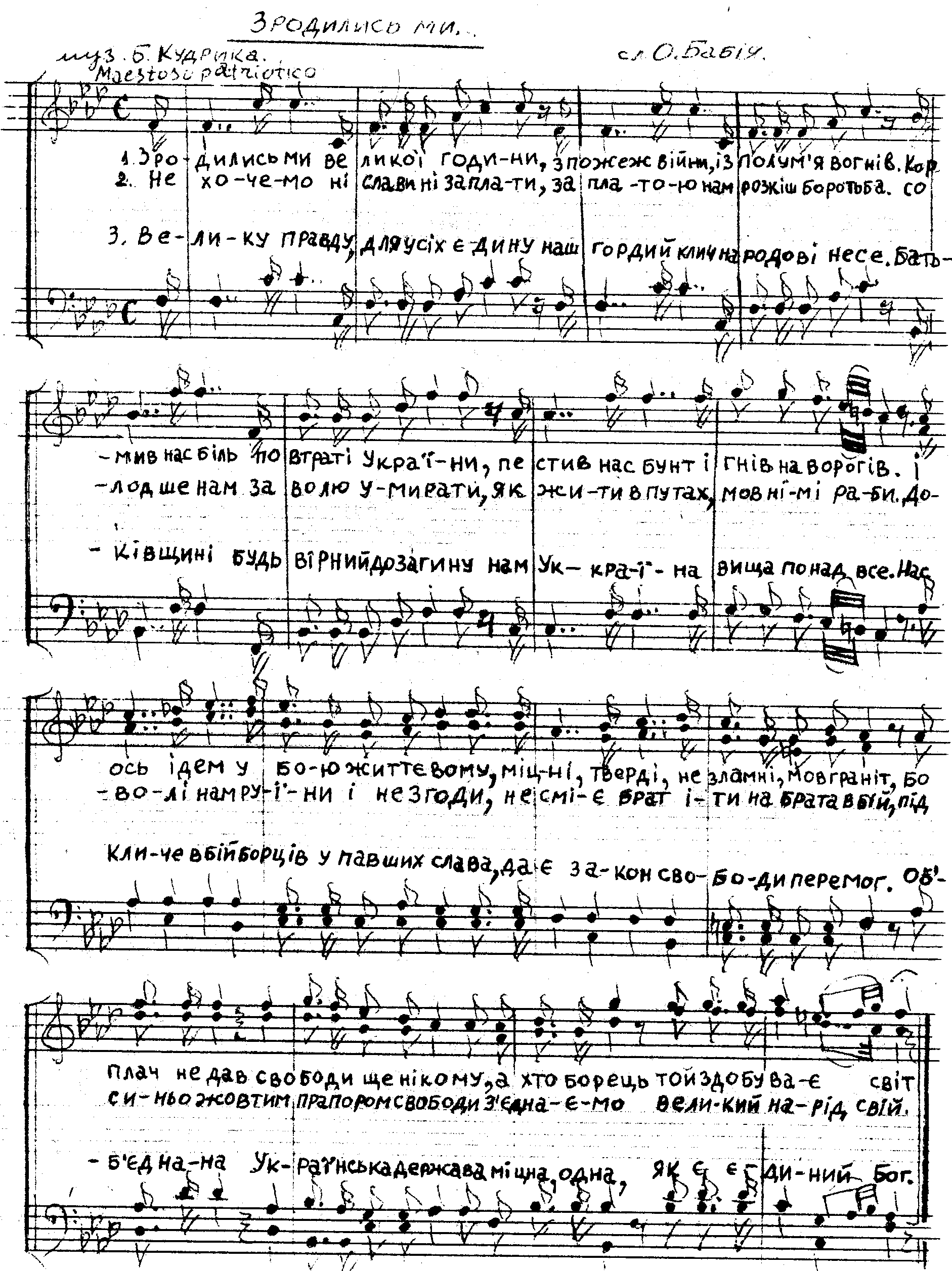
Komposition und Text der Liedfassung von 1929

Der Marsch der ukrainischen Nationalisten ist ein ukrainisches patriotisches Lied und war ursprünglich die offizielle Hymne der Organisation Ukrainischer Nationalisten. Das auch unter seiner ersten Zeile als „In großer Stunde wurden wir geboren“ (ukrainisch Зродились ми з великої години) bekannte Lied stammt von 1929, den Text schrieb Oles Babij, die Musik komponierte Omeljan Nyschankiwskyj. 1932 wurde es offizielle Hymne der Organisation Ukrainischer Nationalisten.

## Moderne Version
Der Marsch der Neuen Armee (ukrainisch: Марш нової армії) ist eine moderne Adaption des Liedes, das sowohl als ukrainischer Militärmarsch als auch als nationalistisches Lied verwendet wird. Auf Initiative von Oleh Skrypka, Leadsänger der ukrainischen Rockband Wopli Widopljassowa, wurde 2017 ein moderner Text angenommen. Der neue Text ehrt die Soldaten der ukrainischen Streitkräfte, die seit Beginn des Krieges mit Russland im Donbas 2014 gekämpft haben und dort gefallen sind. Laut Skrypka entstand der Text während des Einsatzes an der Front in einer Freiwilligeneinheit.
Die neue Version wurde Anfang 2017 am Vorabend des ukrainischen Freiwilligentags zum ersten Mal vorgestellt und von Skrypka in Zusammenarbeit mit dem Gesangs- und Tanzensemble der Streitkräfte der Ukraine aufgeführt. Am 24. August 2018 wurde die moderne Version des Liedes zum ersten Mal bei der Parade zum Kiewer Unabhängigkeitstag aufgeführt, dem 27. Jahrestag der Unabhängigkeit der Ukraine und zum Gedenken an das 100-jährige Bestehen der Ukrainischen Volksrepublik. In seiner Eröffnungsrede bei der Parade sang Präsident Petro Poroschenko einen Ausschnitt des Liedes und beschrieb es als ein Lied, das „die untrennbare Verbindung zwischen verschiedenen Generationen von Kämpfern für die Freiheit des Heimatlandes symbolisiert.“
Seit dem Russischen Überfall auf die gesamte Ukraine im Jahr 2022 hat das Lied internationale Popularität erlangt und verzeichnet mit englischen Untertiteln mitunter Millionen Aufrufe. Von einigen Musik-YouTubern wurde das Lied in andere Sprachen übertragen, darunter ins Deutsche.